# Miroslavské kopce
Miroslavské kopce este o arie protejată (arie specială de conservare — SAC, sit de importanță comunitară — SCI) din Republica Cehă întinsă pe o suprafață de 30,83 ha, integral pe uscat.

## Localizare
Centrul sitului Miroslavské kopce este situat la coordonatele 48°55′48″N 16°18′03″E / 48.93°N 16.300833°E.

## Înființare
Situl Miroslavské kopce a fost declarat sit de importanță comunitară în aprilie 2005 pentru a proteja un număr necunoscut de specii din flora spontană și fauna sălbatică aflate în arealul zonei. Situl a fost protejat și ca arie specială de conservare în iulie 2012.

## Biodiversitate
Situată în ecoregiunea panonică, aria protejată conține 2 habitate naturale: Pajiști carstice calcaroase sau bazofile, de Alysso-Sedion albi, Pajiști stepice subpanonice.
La baza desemnării sitului se află un număr nedeclarat de specii protejate.